# Immler-Großfamilienstiftung
Die Immler-Großfamilienstiftung wurde am 24. Dezember 2004 von den Brüdern Karl Friedrich Immler (* 23. Februar 1948; † 24. Juni 2020) und Jakob Immler (* 1950) gegründet. Beide sind deutsche Immobilieninvestoren aus Isny im Allgäu. Die Stiftung gibt, ähnlich wie die Fuggerei, Großfamilien mit vier oder mehr Kindern und mindestens zwei Senioren (Menschen ab 55, die mit der Familie nicht verwandt sein müssen), ein Haus für einen Euro im Monat ab. Im Gegenzug erklären sich die Mieter bereit, gemeinsam 20 Stunden gemeinnützige Arbeit pro Monat zu leisten.
Hintergrund des Engagements ist die öffentliche Diskussion über Kindermangel und Altersarmut in Deutschland. Um auf die große Nachfrage von Großfamilien zu reagieren, hat die Immler-Großfamilienstiftung zusammen mit dem Bauunternehmen Geiger Unternehmensgruppe aus Oberstdorf und der Dünkel Investment GbR aus Schemmerhofen insgesamt fünf Häuser im Rahmen des Investorenmodells gebaut und vermietet. Drei Häuser stehen in Durach bei Kempten und werden seit Weihnachten 2008 bewohnt. Zwei weitere in Schemmerhofen bei Biberach wurden im Juli 2009 an die Mieter übergeben. 
Das Stiftungsvermögen beträgt 13 Millionen Euro (Stand: 2009). 
2012 wurden in Isny 4.500 Quadratmeter an die Stiftung verkauft.
Im November 2016 beschloss der Gemeinderat Isnys der Immler-Großfamilenstiftung eine Fläche von etwa 2.500 Quadratmetern zu verkaufen zu wollen. Damit gehören der Stiftung bereits 18.500 Quadratmeter Grund, auf dem  ab 2021 Wohngebäude entstehen sollen.

## Auszeichnungen
Der Verband kinderreicher Familien Deutschland hat am 29. März 2014 der Großfamilienstiftung das Fair Family-Gütesiegel verliehen.

## Kritik
In einem Leserbrief an die Schwäbische Zeitung wird kritisiert, dass im schwäbischen Isny Grundflächen "zu Sonderpreise" an die Immler-Großfamilenstiftung verkauft worden sind. Es bestände allerdings kein Bedarf, nur 5 Familien erfüllten Stand 2016 die Anforderungen an den Wohnraum, der Wille des Einzugs sei bis dato ungeklärt.

## Politische Engagement
Karl Immler war von 2009 bis 2012 Mitglied des Isnyer Gemeinderats.